# 曹鑠
曹铄（2世紀—？），曹操次子，劉夫人生，是曹操庶長子曹昂同母弟。早逝。魏明帝太和三年（229年）追封相王，谥曰殇。

## 後代
青龙元年（233年），曹铄之子曹潜嗣位，当年即病死。
青龙二年（234年），曹潜之子怀王曹偃嗣位，食邑二千五百户，青龙四年（236年）薨。无子，国除。
正元二年（255年），以乐陵王曹茂之子阳都乡公曹竦继铄后。

## 延伸阅读
[在维基数据编辑]
 《三國志·卷20》，出自陳壽《三國志》